# East Carlton
East Carlton est une paroisse civile et un village du Northamptonshire, en Angleterre.